# ابیای ملوکی
ابیای ملوکی (نام علمی: Scolopax rochussenii) نام یک گونه از سرده ابیا است.